# Chillapalli, Kolar
Chillapalli là một làng thuộc tehsil Kolar, huyện Kolar, bang Karnataka, Ấn Độ.